# マンシュタイン計画

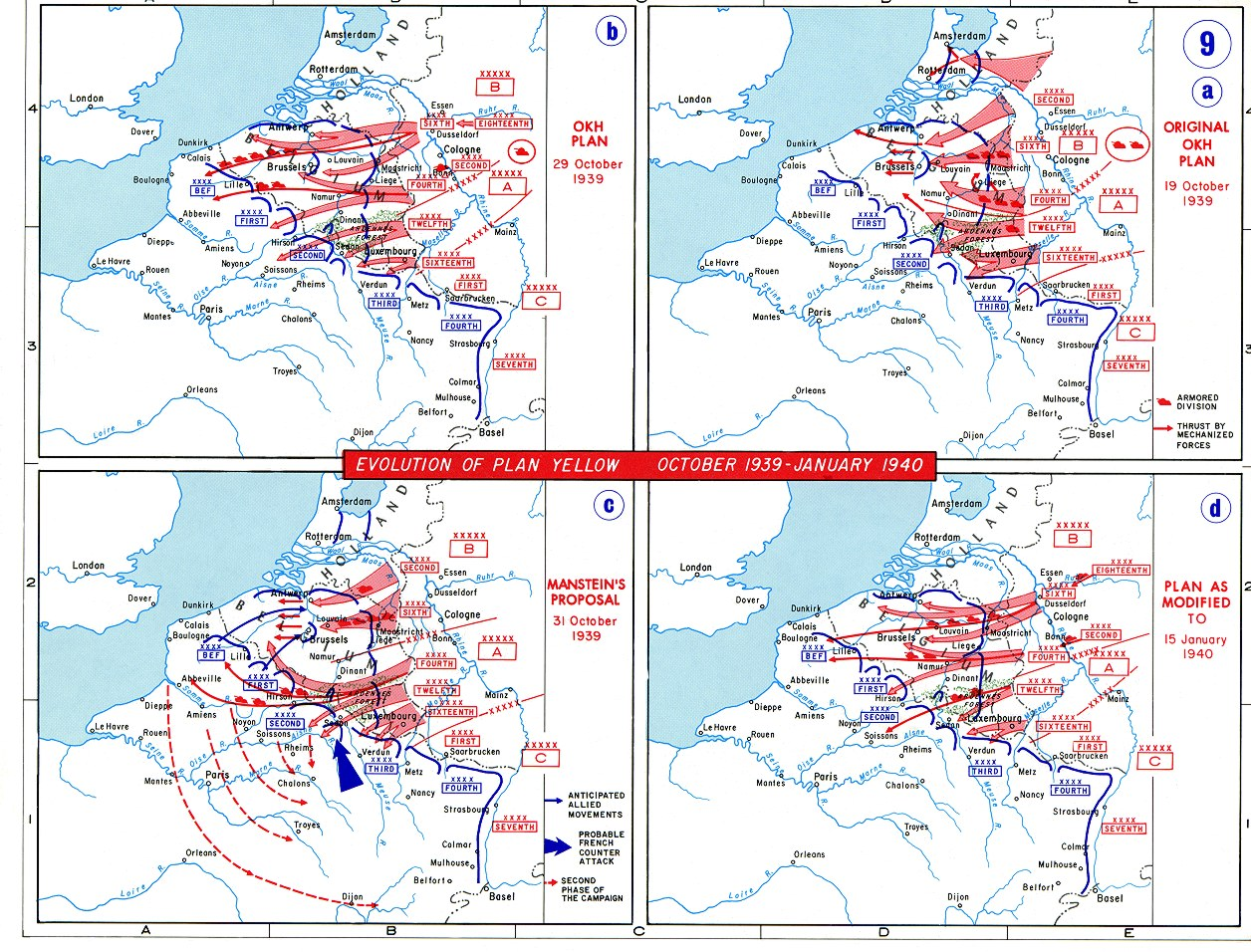
黄計画、初期の計画図、下段は初期におけるマンシュタイン計画で陸軍総司令部に提出されたもの。南へ小さな攻撃が主力の攻撃と同時に行われることに注目。さらに第2段階として装甲部隊の限られた部隊がイギリス海峡への進撃に参加することになっていた。

マンシュタイン計画（マンシュタインけいかく）は、第二次世界大戦中の1940年に行われたナチス・ドイツのフランス侵攻の主要計画のことである。

## 計画立案の背景
エーリッヒ・フォン・マンシュタイン中将によって考案されたこの計画は、「黄計画（Fall Gelb）」の名称で知られる、1939年フランツ・ハルダー考案の計画を大幅に修正したものであった。マンシュタイン計画をある面から見ると、それはフランスのデイル計画に対する答えという見方がある。当初、「黄計画」作戦命令第一次計画（Aufmarschanweisung N°1, Fall Gelb）によれば、ドイツ国防軍は第一次世界大戦時のシュリーフェン・プラン第一段階と同じく、連合軍をベルギー中部からフランス北部のソンム川へ押し戻す予定であった 。しかし、1940年1月10日、メヘレン事件(Mechelen Incident)が発生、「黄計画」作戦関連文書を含む書類を運んでいたドイツ軍航空機がベルギーに墜落したため、作戦は再考を余儀なくされた。ハルダーが、「黄計画」を作戦命令第三次計画（Aufmarschanweisung N°3, Fall Gelb）として根本的には変更をせずに改訂を行っている間の2月17日、ヒトラーと個人的に面会したマンシュタインはドイツ国防軍がアルデンヌの森を通って海岸まで進撃する作戦を提案、ヒトラーを納得させた。

## 計画の概要

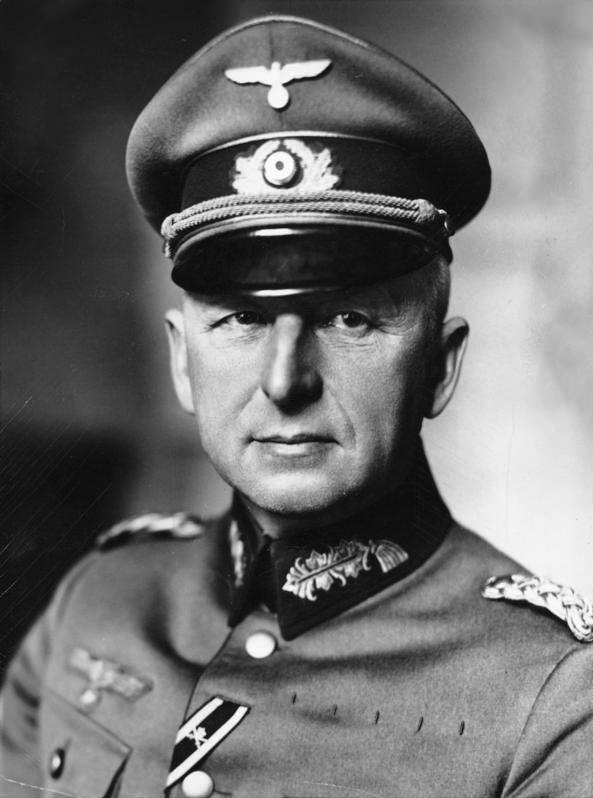
マンシュタイン

A軍集団参謀長であったマンシュタインは1939年10月、コブレンツにて、ハルダーの計画を却下していた上司ゲルト・フォン・ルントシュテットに自身の計画を提出した。作戦専門家としての嫉妬と、ハルダーの計画がフランスにおいて決定的勝利を得られないと判断したからであった。マンシュタインによる計画の初期案ではむしろ伝統的であり、古典的決戦、もしくは殲滅戦により連合軍を無力化するためにセダンから北への遊撃戦を想定していた。マンシュタインが自らの意図するところをドイツ装甲部隊の指揮官であるハインツ・グデーリアン中将と議論した時、グデーリアンは連合軍の主力を迂回し、その代わりにイギリス海峡へ装甲師団とともに迅速に進撃することにより油断している敵を包囲、補給線を分断することによって崩壊を引き起こすという、いっそう「フラー風の」作戦を提案した。グデーリアンが真の「電撃戦」という要素を計画にもたらそうとしたのに対し、マンシュタインは当初異論を唱えた。とりわけ、グデーリアンの案にある迅速な進撃により、その長く細い側面を攻撃されるという点をマンシュタインは懸念した。グデーリアンはランス方面の南へ同時に2次的な牽制攻撃をかけることにより、南部からのフランス軍による反撃の危険性を避けることが可能だと、マンシュタインを納得させた。完全な支持を行ったわけではないが、戦前のグデーリアンはジョン・フレデリック・チャールズ・フラーの理論に大きな関心を抱いていた。
マンシュタインが初めて陸軍総司令部（OKH）にこの考えを提示した時、彼はグデーリアンの名前を挙げず、数の限られた装甲師団がこの作戦の左側面を防御し、古典的な騎兵による戦略偵察の役割を行っている間に、北で古典的遊撃戦を行うというものであった。これらの変更はマンシュタインの考えの変化を反映していなかったが、マンシュタインは必要と考えた。というのも、本来のコンセプトは、陸軍総司令部で受け容れられるにはあまりにも過激であり、多くの保守的なドイツ軍将官たちは、グデーリアンもまたあまりにも過激であると考えていたからである。結局、マンシュタインの計画はハルダー、ブラウヒッチュにより冷たく拒絶された。彼らはこれらの過激な案が作戦の助けにならないと明確に述べ、1月、ハルダーはマンシュタインを左遷、第38軍団の指揮官へと移動させた。マンシュタインとハルダーは以前からライバルであり、マンシュタインがブロンベルク罷免事件のためにヒトラーの機嫌を損ねた1938年、マンシュタインは参謀長ルートヴィヒ・ベックの後任となる予定からはずされていた。1938年9月1日、マンシュタインでなく、ハルダーがベックの後任参謀長を務めることとなった。
しかし、マンシュタインの参謀、ギュンター・ブルーメントリットとヘニング・フォン・トレスコウはハルダーの仕打ちに憤慨していた。1月、彼らは、コブレンツを訪問していたトレスコウの旧友でヒトラーの副官のルドルフ・シュムントに連絡を取った。シュムントは2月2日にこのことをヒトラーに知らせた。すでにハルダーの計画には不満を持っていたヒトラーは、大まかな概略を聞いたに過ぎないにもかかわらず、2月13日、マンシュタインの計画に従って戦略を変更するよう命令した。2月17日、アルフレート・ヨードル、エルヴィン・ロンメルらが参加したヒトラーの食卓談義においてマンシュタインは自ら計画についてヒトラーに説明するため、総統官邸に招待された。ヒトラーはマンシュタインの尊大で冷淡な態度に対して即座に反感を持ったが 、マンシュタインの作戦案を一言も発さずに聞き入り、非常な感銘を受けた。マンシュタインが去った後、ヒトラーは語った。「確かに彼はずば抜けて賢明で、すばらしい作戦立案の才能の持ち主だ。しかし私は彼を信用しない」
その頃、ハルダーは「黄計画」作戦命令第四次計画（Aufmarschanweisung N°4, Fall Gelb）を考案しなければならなかったが、食卓談義以降、マンシュタインは作戦立案に関わらず、軍団の元へ戻っていた。新しい計画は、南部ベルギーのアルデンヌを経由してA軍集団が侵攻の中央攻勢を担うという点で、マンシュタインの提案に従ったものだった。すなわち、ナミュールとセダンの間でマース川を渡り、B軍集団が連合軍を罠に引き込むために北で偽装攻撃を実行する間、A軍集団が北西のアミアン方向へ遊撃戦を行うことのである。しかしながら、ハルダーにより、基本計画の様々な部分で根本的な変更が行われていた。それは南方における2次的な牽制攻撃をもはや構想しておらず、「電撃戦」的要素はすでに存在しなかった。歩兵による強行渡河により橋頭堡を形成、多数の歩兵師団により橋頭堡を補強する段階を重ねることになっていた。装甲師団は歩兵師団と終始、首尾一貫した作戦行動をとるべきであり、ドイツ装甲部隊による単独の浸透戦略は存在しなかった。

## 計画の実行

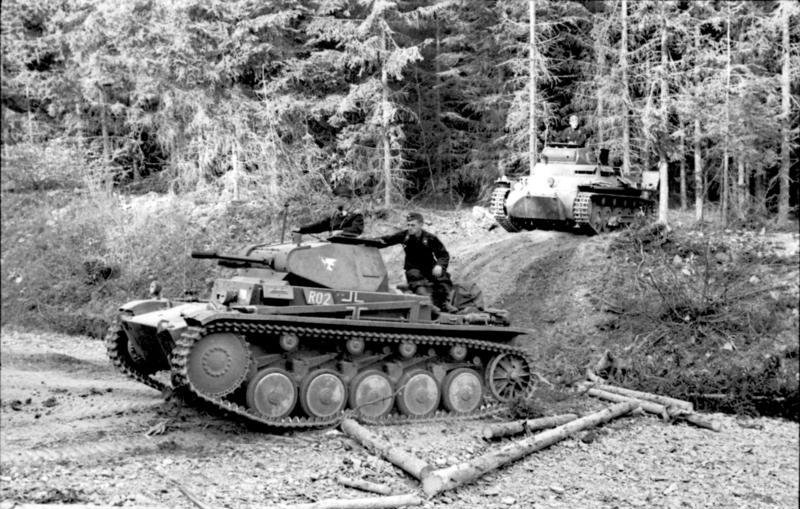
アルデンヌを突破する独軍戦車

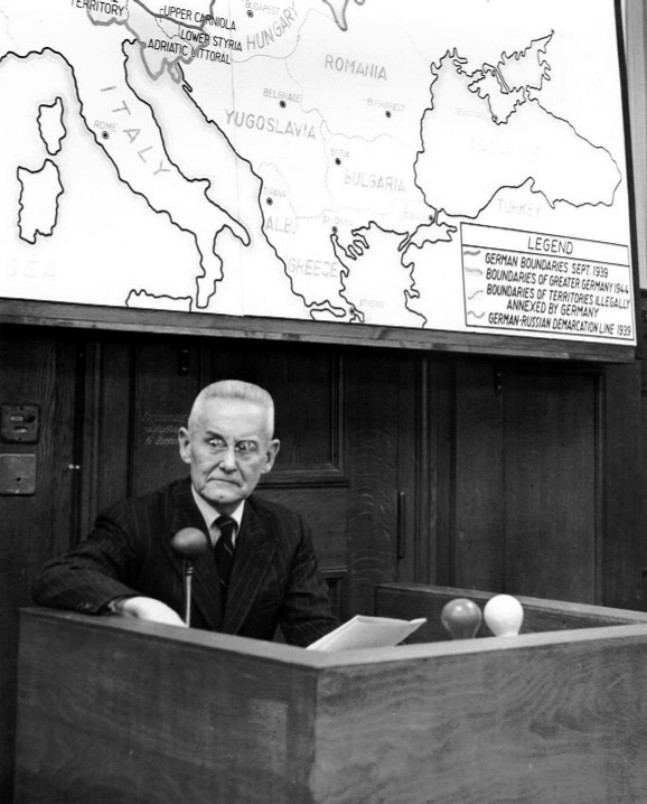
戦後、証言するハルダー

実際には、グデーリアンやロンメルなどの装甲部隊指揮官は命令に従わず、歩兵部隊を待つことなく装甲部隊のみでイギリス海峡へ進撃、さらにカレー、ダンケルクへ進もうとしたが、ヒトラーの命令により5月17、22、24日にそれぞれ停止させられた。連合軍にとってのマンシュタイン計画の影響は破滅的なものであり、ドイツA軍集団およびB軍集団により包囲されたため、ダンケルクからの即時撤退につながった。連合軍のフランス北部での損失と機動予備戦力の不足によりフランス残存部隊の敗北とドイツ軍の完勝につながった。
この完勝はドイツ軍にとって予想できなかったことであり、強い驚きをもって受け入れられた。大部分の高級将校がこの計画があまりにも危険であると猛烈に反対しており、ドイツの戦略地政学的位置が絶望的であったため、計画を支持している人々も自暴自棄から支持していた。戦争中、イタリア外相ガレアッツォ・チャーノ伯爵は以下のように述べた、「勝利には100人の父親がいる。しかし、敗北は孤児でしかない」そして黄計画作戦には父親がいなくなることはなかった。その父親の中で傑出した存在がヒトラーとハルダーである。ヒトラーはハルダーの作戦原案を好まなかったため、ヒトラーは多くの提案を行った。そしてその提案のいくつかには1939年10月25日にマンシュタインによって提案されたものと近似的なものがあった 。勝利の後、すぐに勝利がヒトラーの軍事的才能の結果であるというプロパガンダが行われた。ヒトラーはマンシュタインを称賛して「西部戦線における新たな攻撃作戦について語り合ったすべての将軍の内、私を理解したのはマンシュタインたった一人であった。」と述べた。戦後、ハルダーは黄計画作戦の主要発案者であると主張、ハルダーは2月13日以前に主力をセダンへ向かわせる変更を考えていたという事実でこの主張を補強、本来は1939年9月であるが、その時点でのマンシュタインの作戦案はあまりにも伝統的であった。
マンシュタイン計画の結果はしばしば20世紀中ごろの軍事的革新の原因として見られている。戦いの後、フラーとベイジル・リデル＝ハートらによって解釈された仮説では、マンシュタイン計画はフラーあるいはリデル・ハートらの考えを含んだグデーリアン、またはゼークトによって1920年代から30年代にかけて、ドイツ軍事ドクトリンによける慎重な変更の自然的結果としている。したがって、この明示的な電撃戦ドクトリンはマンシュタイン計画が実施される1939年までに完全に確立され、ポーランド侵攻戦がこの初期の適用例であった。ドクトリンはドイツ陸軍、ドイツ空軍の組織、機材で具現化され、ミハイル・トゥハチェフスキー、シャルル・ド・ゴールら目端の利く人々や、フラー、リデル・ハートらの貢献を除いたイギリス、ソビエト連邦のドクトリンは時代遅れと化し、大幅な違いを見せるようになった。ハルダーもしくはマンシュタインによる初期計画とハルダーによる最終計画では一致していない部分があるが、これは特殊事情によって説明されるため例外とみなされている。
ロバート・アラン・ドーティーとカール＝ハインツ・フリーザーによって後に提案された仮説によれば、マンシュタイン計画は19世紀における機略戦の伝統的原則への復帰であるが、グデーリアンによって提案され実施された電撃戦的要素によって確立したドイツ軍ドクトリンからの予想外の離脱により、急進的かつ最新の技術の可能性に急速に適応していった。この仮説によれば、ドイツにおけるフラーおよびリデル＝ハートの影響力は限定的になものであって、2名の著作家により誇張されているとし、明示的な真の電撃戦ドクトリンは戦前のドイツ軍公式教義のどこにも見つからないとしている。また、ドイツの戦車生産の優先順位が高くなく、ドイツにおける戦時経済計画が短期戦を目指したものではなく、長期戦を戦うという前提に基づいて当初は形成されていたという点もまたこの仮説を支持するものである。ドーティーとフリーザーは、各国における微妙な相違点はありつつも、1940年に先立ってすべての大国で使用され、30年代に共有される機略戦主義の技術的進歩の段階的実施が考慮している。ポーランド侵攻ではまだ電撃戦といえず、古典的な殲滅戦にすぎない。正式な「黄計画」作戦における電撃戦要素の不足は、これらの状況では通常に予測される結果とみなされている。グデーリアンによるマンシュタイン計画の急進的実行の突然の成功の後、電撃戦は明確な教義として採用され、この見地からバルバロッサ作戦において電撃戦が初めて計画的に実行された。
グデーリアン自身、両方の仮説において重要な役を演じており戦後に書かれた『電撃戦』は第2の仮説に基本的にそっており、彼一人でドイツ将校団の大多数の反対に孤独にも戦っているとされている。

## 計画のまとめ
マンシュタイン計画を「大鎌作戦（Operation Sichelschnitt 、鎌の一撃とも）」と呼ぶことがあるが、これは作戦全案の公式名、もしくはA軍集団の攻撃作戦名であったと誤解されている。公式名前あくまでも「黄計画作戦命令（第四次計画）（Aufmarschanweisung N°4, Fall Gelb）」であり、アルデンヌを通過する作戦は特別な名称が指定されなかった。Sichelschnittは「鎌の一撃」の意味のドイツ語で、戦後、イギリス首相ウィンストン・チャーチルによって人の気を引く表現として用いられたものであったが、戦後、ドイツ軍の高級将校による著作でも採用されていた。